# 남경 (영화)
남경(Nanking)은 미국에서 제작된 빌 구텐타그, 댄 스터만 감독의 2007년 다큐멘터리, 전쟁 영화이다. 휴고 암스트롱 등이 주연으로 출연하였고 빌 구텐타그 등이 제작에 참여하였다.

## 출연

### 주연
- 휴고 암스트롱
- 로절린드 챠오

### 조연
- 스티븐 도프
- 존 게츠
- 우디 해럴슨
- 마리엘 헤밍웨이
- 미쉘 크루지엑
- 크리스 멀키
- 위르겐 프로흐노
- 소니 사이토
- 그레이엄 시블리
- 마크 밸리
- 로버트 우

## 제작진
- 프로듀서: 존 준커먼
- 라인프로듀서: 딜런 넬슨
- 의상: 데이나 핑크
- 배역: 베누스 카나니
- 배역: 마리 베뉴

## 같이 보기
- 난징! 난징!
- 난징 1937
- 일본이 저지른 전쟁 범죄
- 존 라베 (영화)
- 분류:난징 대학살 영화
- 아사카 야스히코
- 아즈마 시로
- 동경심판 (영화)